# Academy of Music (New York)
L'Academy of Music era un teatro d'opera di New York City, situato all'angolo nord-est della 14th Street e Irving Place a Manhattan.

## Storia
La sala da 4.000 posti fu inaugurata il 2 ottobre 1854. La recensione del The New York Times lo definì un "trionfo" acustico, ma "Sotto ogni altro aspetto... un deciso fallimento", lamentandosi dell'architettura, del design degli interni e della vicinanza delle sedute; anche se in seguito, diversi giorni dopo, cedette un po', dicendo che il teatro "sembrava più allegro e in ogni modo più efficace" rispetto alla serata di apertura.
La stagione operistica dell'Academy divenne il centro della vita sociale per l'élite di New York, con le famiglie più antiche e importanti che possedevano posti nei palchi del teatro. Il teatro dell'opera fu distrutto da un incendio nel 1866 e successivamente ricostruito, ma fu soppiantato come principale sede dell'opera della città nel 1883 dal nuovo Metropolitan Opera House – creato dai nuovi ricchi che erano stati esclusi dall'Academy – e cessò di presentare l'opera nel 1886, dedicandosi invece al vaudeville. Fu demolito nel 1926 per far posto al Consolidated Edison Building.